# Eucyon
Eucyon è un genere estinto di mammiferi carnivori, appartenente ai canidi. Visse tra il Miocene superiore e il Pliocene (tra 10 e 5 milioni di anni fa). I suoi resti fossili sono stati ritrovati in Nordamerica, Asia, Europa e Africa. È considerato il diretto antenato del genere Canis.

## Descrizione
Questo canide era molto simile, come forma e dimensioni, a uno sciacallo attuale. Il peso doveva aggirarsi intorno ai 15 chilogrammi, l'altezza al garrese non superava i 40 centimetri e il cranio, generalmente, non superava i 20 centimetri di lunghezza. Tra le caratteristiche principali che differenziano Eucyon dai canidi precedenti, vi è la presenza di un piccolo seno frontale, che si trova tra la regione nasale e il cervello (nella parte dorsale del cranio), che si espandeva alla base del processo postorbitale. Questo tratto sarà mantenuto (e si svilupperà ulteriormente) nei discendenti di Eucyon.

## Classificazione
Questo canide è considerato il primo rappresentante della tribù dei Canini, comprendente i rappresentanti dei generi Canis (lupi, sciacalli, coyote), Lycaon e Cuon. Eucyon possedeva un seno frontale simile a quello dei canidi sudamericani (Cerdocyonina) e non ancora espanso come quello dei rappresentanti del genere Canis.

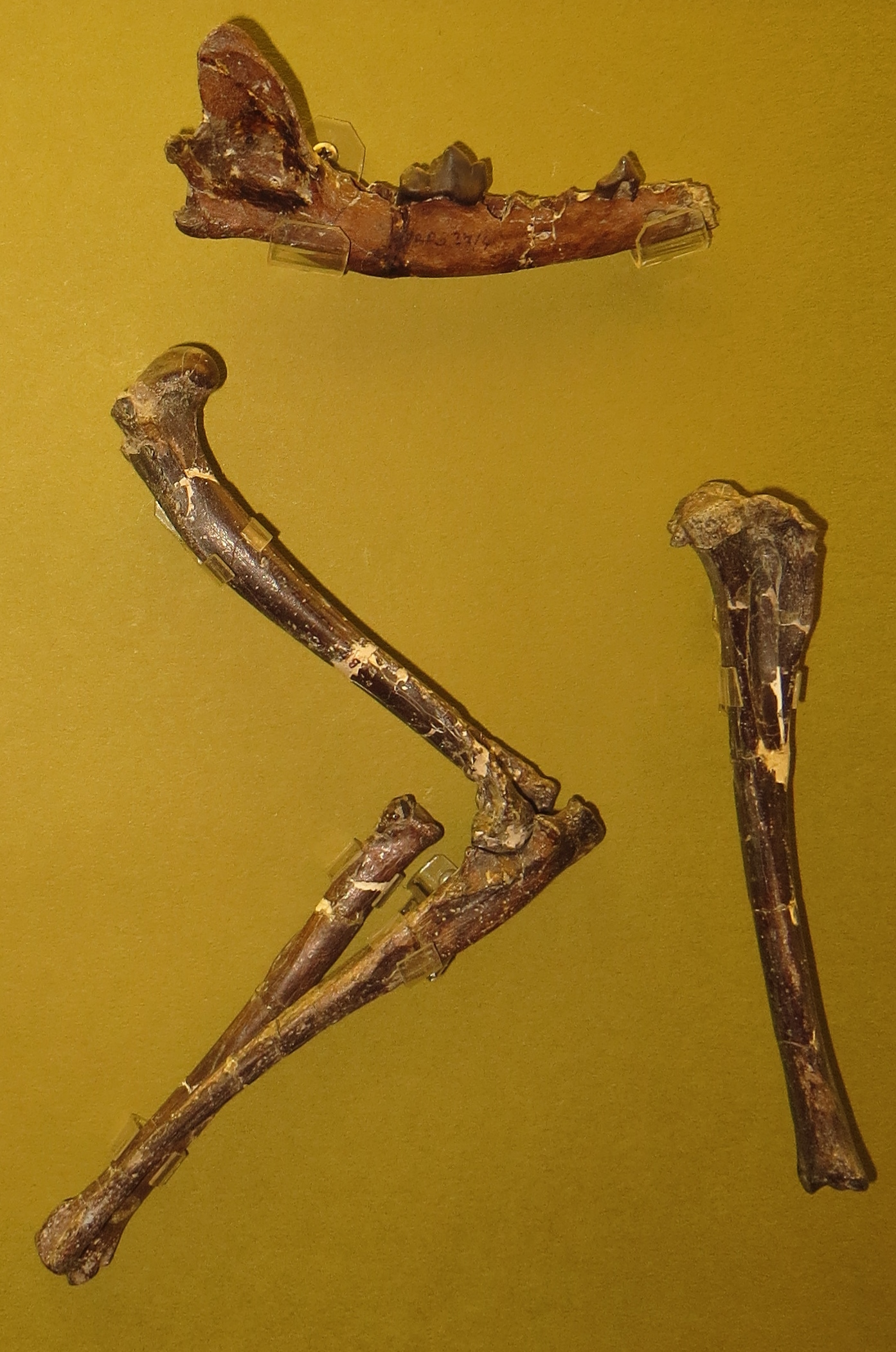
Zampa anteriore, posteriore e mandibola di Eucyon monticinensis

Il genere Eucyon è stato descritto per la prima volta da Tedford e Qiu nel 1996; gli studiosi descrissero questo nuovo genere per accogliere alcune forme fossili di canidi del Miocene superiore nordamericano e del Pliocene della Cina. Successivamente a questo genere sono state ascritte altre specie enigmatiche, attribuite precedentemente al genere Canis (come "Canis" cipio della Spagna). Rispetto agli altri membri dei canini, Eucyon era sprovvisto di una cresta che univa ipoconide ed entoconide del talonide del primo molare inferiore.

### Specie
Le prime specie di Eucyon apparvero nel Miocene superiore in Nordamerica: E. davisi, descritto originariamente da Merriam nel 1911, era una forma dall'ampia diffusione, vissuta in gran parte degli Stati Uniti e in alcune regioni dell'Asia (Cina, Mongolia, Kazakistan). Questa specie, di medie dimensioni, si estinse alla fine del Miocene in Nordamerica, ma prosperò in Asia fino all'inizio del Pliocene.
La specie più nota di Eucyon vissuta in Asia è E. zhoui (Pliocene inferiore - medio), di taglia maggiore rispetto alla precedente e dotata di alcune caratteristiche craniche più evolute. Un'altra specie cinese, E. minor, visse nel Pliocene superiore. E. marinae (Spassov e Rook, 2007), della Mongolia, visse nel tardo Pliocene e possedeva mandibole particolarmente snelle.
Dall'Asia, nel corso del Miocene superiore, Eucyon si spostò verso l'Europa: E. cipio (Crusafont Pairò, 1950) è una specie nota esclusivamente in Spagna nel Miocene superiore, mentre E. monticinensis (Rook, 1992) è noto negli ultimi strati del Miocene superiore in Spagna e in Italia presso Brisighella (Toscana) e a Verduno (Piemonte). 
Altre specie europee sono E. odessanus (Pliocene inferiore dell'Ucraina) ed E. adoxus (Pliocene inferiore della Francia).
Alla fine del Miocene superiore Eucyon migrò anche in Africa: E. intrepidus è noto in Kenya, mentre nel Pliocene sono conosciuti E. wokari ed E. kuta dell'Etiopia e altri fossili provengono dal Pliocene superiore del Marocco.
Alcune specie di Eucyon, come E. zhoui ed E. wokari, potrebbero essere più strettamente imparentate con il genere Canis che con le altre specie di Eucyon.

## Paleoecologia
La presenza di seni frontali in Eucyon suggerisce che questi animali possedessero turbinati espansi, che nei canidi attuali sono associati a un'accresciuta azione respiratoria e a un miglioramento del sistema olfattivo. I maxilloturbinati complessi sono stati una chiave nel successo evolutivo dei canidi in condizioni climatiche fredde e aride (Wang e Tedford, 2008).
Questi tratti anatomici potrebbero essere anche usati come indicatori di un possibile comportamento: attualmente la caccia in branco nei canidi è in gran parte appannaggio del gruppo dei canidi lupini (Canis, Lycaon e Cuon) e probabilmente iniziò a svilupparsi nei primi membri del gruppo. Eucyon, con i suoi turbinati espansi, fu probabilmente uno dei primi membri di questo gruppo a sviluppare il sistema olfattivo come una capacità per sviluppare un comportamento sociale (caccia di gruppo).